# UTC+13:45

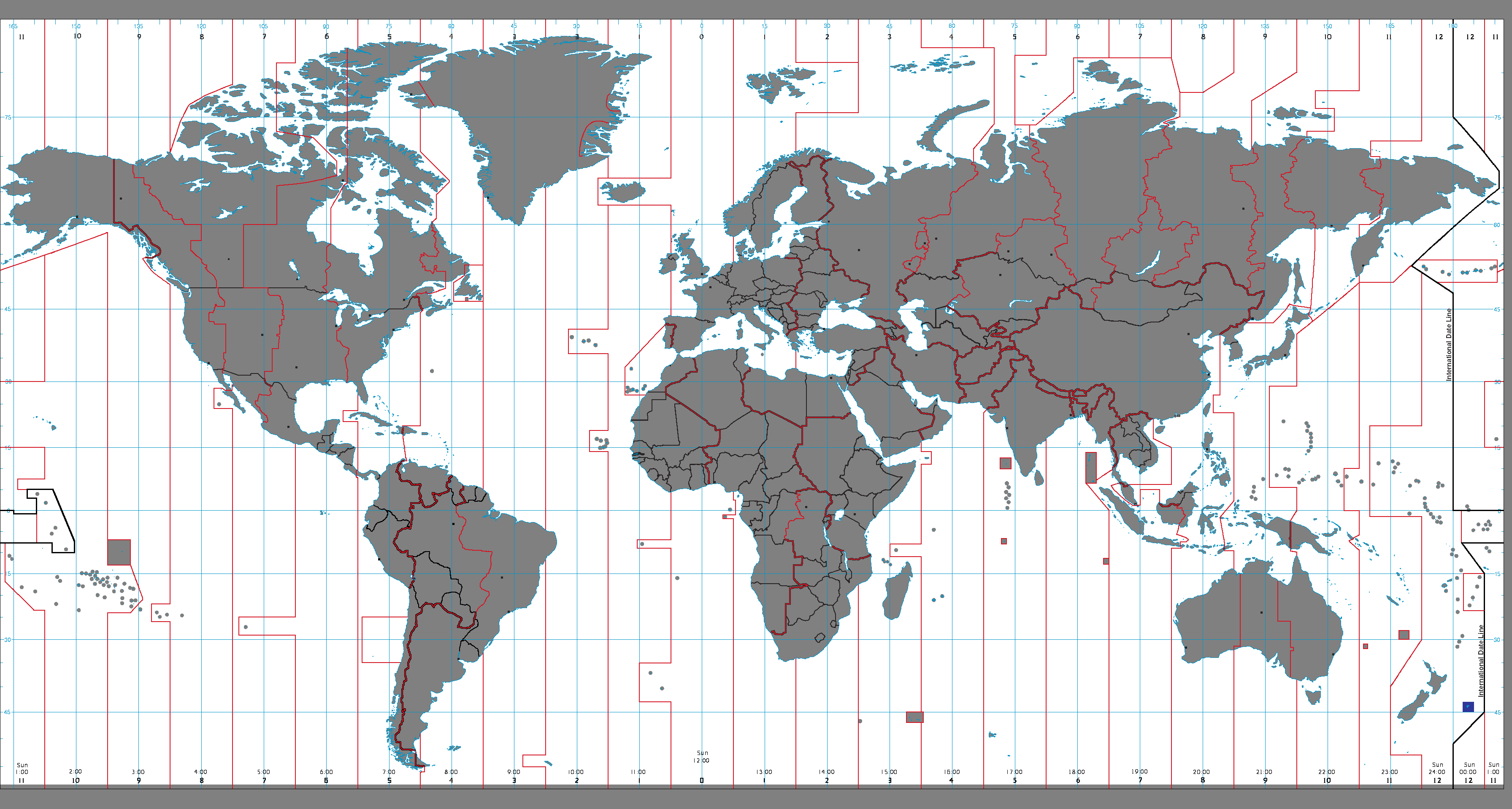
UTC+13:45 на карте часовых поясов мира:
синим — зона UTC+13:45 летом (октябрь-март) в Южном полушарии — на архипелаге Чатем к востоку от Новой Зеландии

UTC+13:45 — часовой пояс, используемый на архипелаге Чатем во время летнего времени.

## Летом в Южном полушарии (октябрь-март)
Новая Зеландия (часть):
- архипелаг Чатем